# Minuartia leucocephala
Minuartia leucocephala är en nejlikväxtart som först beskrevs av Pierre Edmond Boissier, och fick sitt nu gällande namn av Johannes Mattfeld. Minuartia leucocephala ingår i släktet nörlar, och familjen nejlikväxter. Inga underarter finns listade i Catalogue of Life.